# حسين فنيش
حسين فنيش( 14 أكتوبر 1993-)  ممثل  لبناني 

## حياته ومشواره المهني
ولد في معروب  إحدى ضيع قضاء صورجنوب لبنان دراسته كانت في مجال الكمبيوتر  وقدم العديد من الإعلانات،انتقل بعدها للتمثيل  عام 2018 حيث شارك في العديد من المسلسلات اللبنانية والعربية المشتركة

## أعماله

### في التلفزيون
| سنة الإنتاج | اسم المسلسل       | الشخصية |
| ----------- | ----------------- | ------- |
| 2022        | الزمن الضائع      | د.روجيه |
| 2021        | موجة غضب 2        | بسام    |
| 2020        | رصيف الغرباء      | نديم    |
| 2019        | موجة غضب          | بسام    |
| 2019        | خمسة ونص          | ياسر    |
| 2018        | حنين الدم         | وسيم    |
| 2018        | ما فيي            | سامر    |
| 2018        | ثورة الفلاحين     | كرم     |
| 2018        | كل الحب كل الغرام | منير    |
| 2018        | بوح السنابل       | حسن     |
| 2018        | قسمة وحب          | زين     |

### في السينما
| سنة الإنتاج | الفيلم        | الشخصية     |
| ----------- | ------------- | ----------- |
| 2018        | النداء الأخير | الضابط عادل |